# Hippichthys spicifer
Hippichthys spicifer is een straalvinnige vissensoort uit de familie van zeenaalden en zeepaardjes (Syngnathidae). De wetenschappelijke naam van de soort is voor het eerst geldig gepubliceerd in 1838 door Rüppell.
De soort staat op de Rode Lijst van de IUCN als niet bedreigd, beoordelingsjaar 2009.